# پرواز برای آزادی
پرواز برای آزادی (انگلیسی: Flight for Freedom) فیلمی در ژانر درام به کارگردانی لوتار مندس است که در سال ۱۹۴۳ منتشر شد. از بازیگران آن می‌توان به روسالیند راسل، فرد مک‌موری، هربرت مارشال، ادواردو چانلی، و والتر کینگزفورد اشاره کرد.